# HSBC體育館
HSBC體育館原名為里約奧林匹克體育館，是一座位於巴西里約熱內盧的室內綜合體育館。本體育館於2007年7月完工啟用。舉辦體育賽事時可容納15000人，演唱會時可容納8000到18000人。2007年泛美運動會的籃球與體操賽事都於此舉行。
2008年3月29日開始，更名為HSBC體育館，這是與銀行冠名權協議的一部分。
2016年夏季奧林匹克運動會體操比賽和2016年夏季帕拉林匹克運動會輪椅籃球比賽也將於此舉行。HSBC體育館這個名稱在奧運期間將停用，因為奧運場館名稱是不允許有企業贊助商的名字。

## 照片

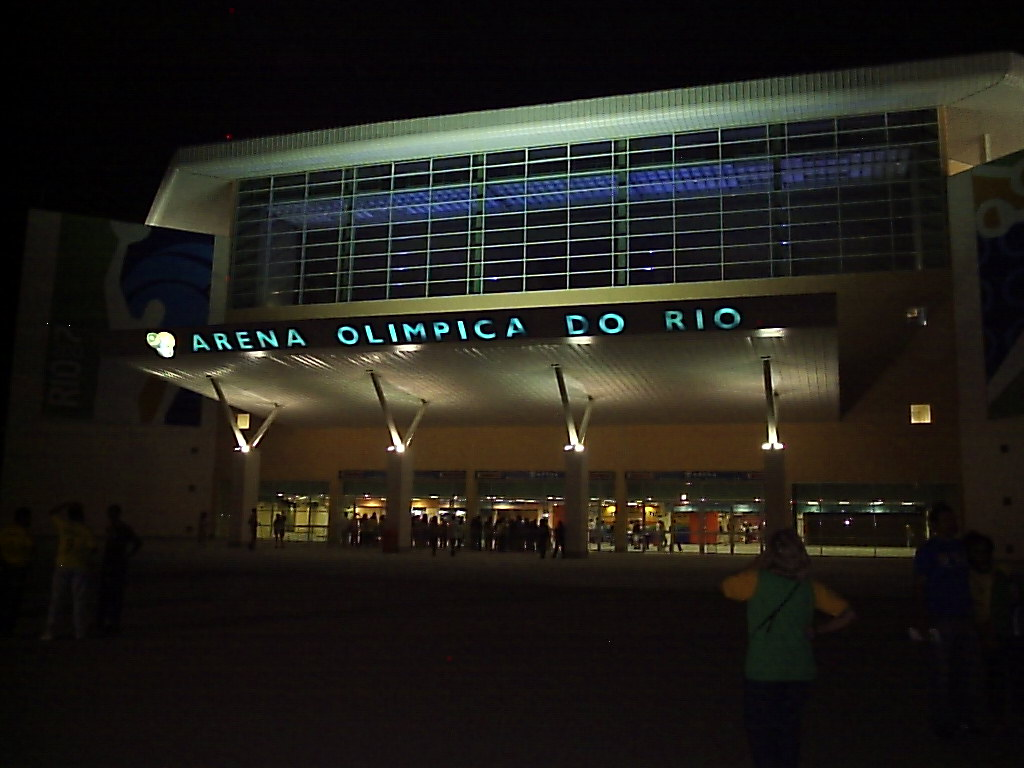
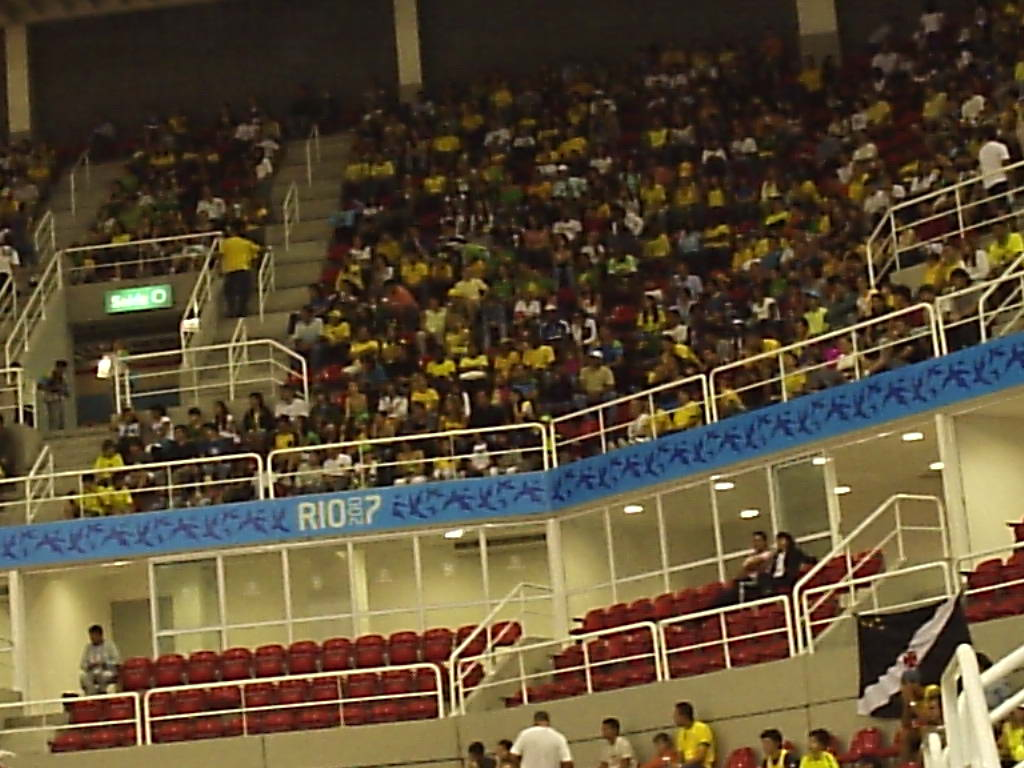
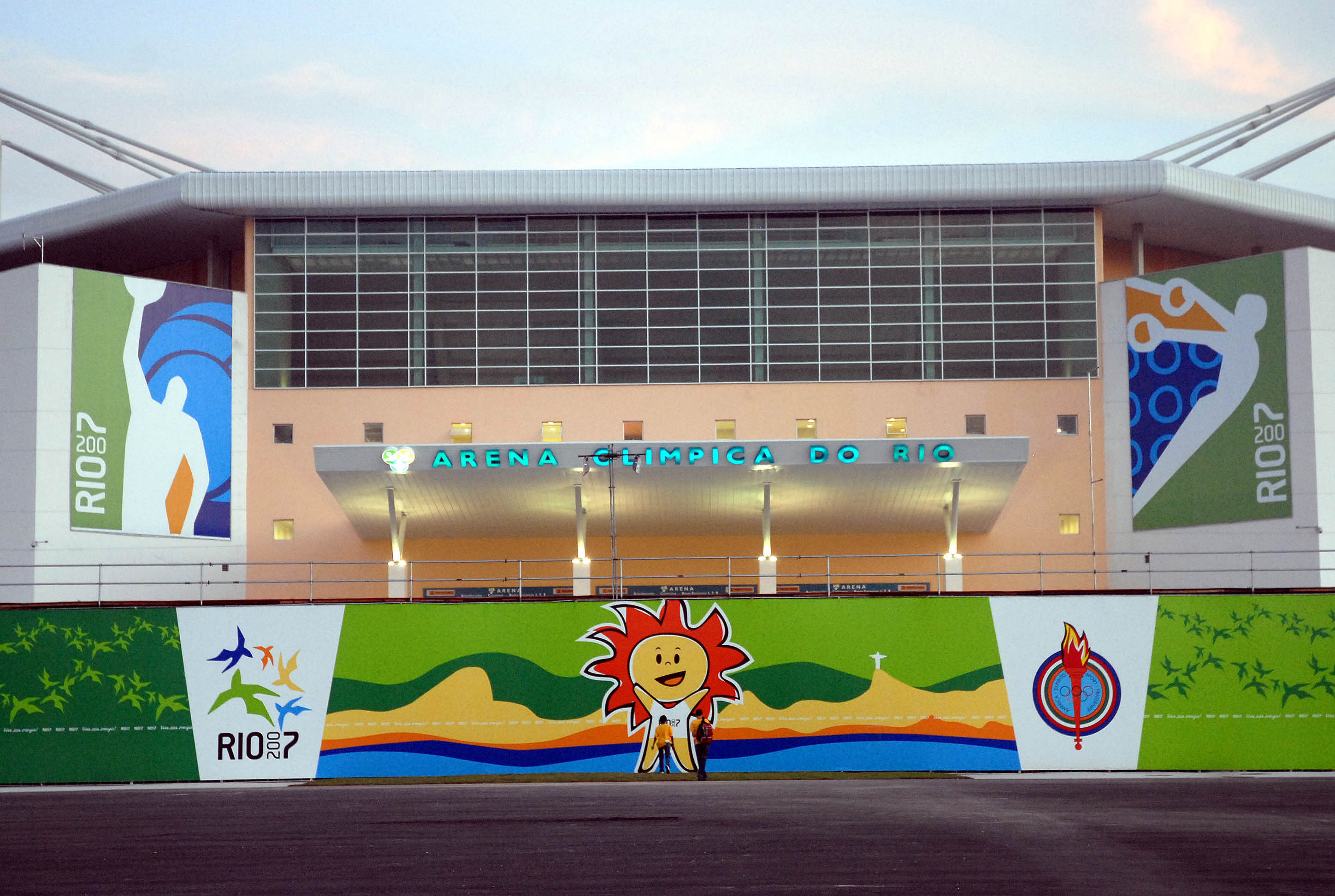

## 外部連結
- HSBC體育館網站
- UFC no HSBC Arena（页面存档备份，存于）

22°58′31″S 43°23′25″W / 22.97528°S 43.39028°W